# Ilex sideroxyloides
Ilex sideroxyloides är en järneksväxtart som först beskrevs av Olof Swartz, och fick sitt nu gällande namn av August Heinrich Rudolf Grisebach. Ilex sideroxyloides ingår i släktet järnekar, och familjen järneksväxter.

## Underarter
Arten delas in i följande underarter:
- I. s. occidentalis
- I. s. sideroxyloides